# Comuna Hannivka, Novoukraiinka
Hannivka (în ucraineană Ганнівка) este o comună în raionul Novoukraiinka, regiunea Kirovohrad, Ucraina, formată din satele Hannivka (reședința), Hromuha, Iuriivka și Șutenke.

## Demografie
Componența lingvistică a comunei Hannivka
     Ucraineană (93,81%)
     Română (3,24%)
     Rusă (2,95%)
Conform recensământului din 2001, majoritatea populației comunei Hannivka era vorbitoare de ucraineană (93,81%), existând în minoritate și vorbitori de română (3,24%) și rusă (2,95%).